# Kameralamt Gaildorf
Das Kameralamt Gaildorf war eine Einrichtung des Königreichs Württemberg, die im Amtsbezirk Besitz und Einkommen des Staates verwaltete. Es bestand von 1807 bis 1922 in Gaildorf. Das Kameralamt wurde im Rahmen der Neuordnung der Staatsfinanzverwaltung im Königreich Württemberg geschaffen.

## Geschichte
Am 12. Juni 1807 wurde das Kameralamt Gaildorf aus den württembergischen Anteilen an der Herrschaft Limpurg, aus Teilen der Murrhardt'schen Pflege Westheim und aus Teilen der Kameralamtsbezirke Comburg, Rosenfeld und Vellberg gebildet.
Auf Grund der Verfügung vom 7. Juli 1807 wurden dem Kameralamt Gaildorf die im Oberamtsbezirk Gaildorf liegenden Ämter der Patrimonialherrschaften von Fugger-Norendorf, von Solms-Braunfels, von Pückler, von Isenburg-Budingen, von Colloredo-Mansfeld, von Löwenstein-Wertheim und von Limpurg zur Erhebung der Kameraleinkünfte zugeteilt.
Bei der Neueinteilung der Kameralämter vom 6. Juni 1819 trat das Kameralamt Gaildorf die Schultheisserei Westheim (mit den Parzellen Bibers, Hammer und Vohenstein) an das Kameralamt Hall ab und erhielt von dem aufgelösten, dem Kameralamt Hall zugeteilten Kameralamt Vellberg die im Oberamtsbezirk Gaildorf liegenden Orte Mittelfischach, Unterfischach, Weiler, Leipersberg, Obersontheim und Beutenmühle zugeteilt.
Gemäß Verfügung des Departements der Finanzen vom 15. November 1827 wurde die im Oberamtsbezirk Gaildorf gelegene Herrschaft Limpurg-Sontheim-Gröningen, die durch den Staat erworben wurde, dem Kameralamt Gaildorf zugeteilt. Ebenfalls wurde der zum Oberamtsbezirk Gaildorf gehörige Weiler Holzhausen vom Kameralamt Gmünd getrennt und dem Kameralamt Gaildorf zugewiesen.
Nach Auflösung des Kameralamts Murrhardt hatte das Kameralamt Gaildorf am 1. Juli 1838 die zum Oberamtsbezirk Gaildorf gehörigen Orte Altersberg, Hausen a.R., Hütten, Oberrot und Hornberg (mit Parzellen) vom aufgelösten Kameralamt Murrhardt und den ebenfalls zum Oberamtsbezirk Gaildorf gehörigen Ort Vorder-Steinenberg (mit Parzellen) vom Kameralamt Lorch zu übernehmen.
1872 wurde der Ort Vichberg in Fichtenberg umbenannt und 1884 erfolgte die Umbenennung des Orts Ödendorf in Ottendorf.